# Synagogue de Łańcut
La synagogue de Łańcut  est une synagogue de style baroque de la ville de Łańcut en Pologne.
Elle est une des rares synagogues encore existantes présentant 4 piliers. Le bâtiment est construit en 1761 sur le site d'une ancienne synagogue en bois. Lors de la construction, il est ordonné que la synagogue ne dépasse pas l'église et la mairie.
Au cours de la Seconde Guerre mondiale, les nazis y mettent le feu mais grâce à une intervention très rapide du propriétaire du château voisin, le feu est éteint et ne détruit que l'intérieur en bois.
Après cet événement, la synagogue était convertie en un entrepôt à grains jusqu'en 1956.
Le bâtiment est rénové au milieu du XXe siècle puis de nouveau dans la fin des années 1980.

## Images

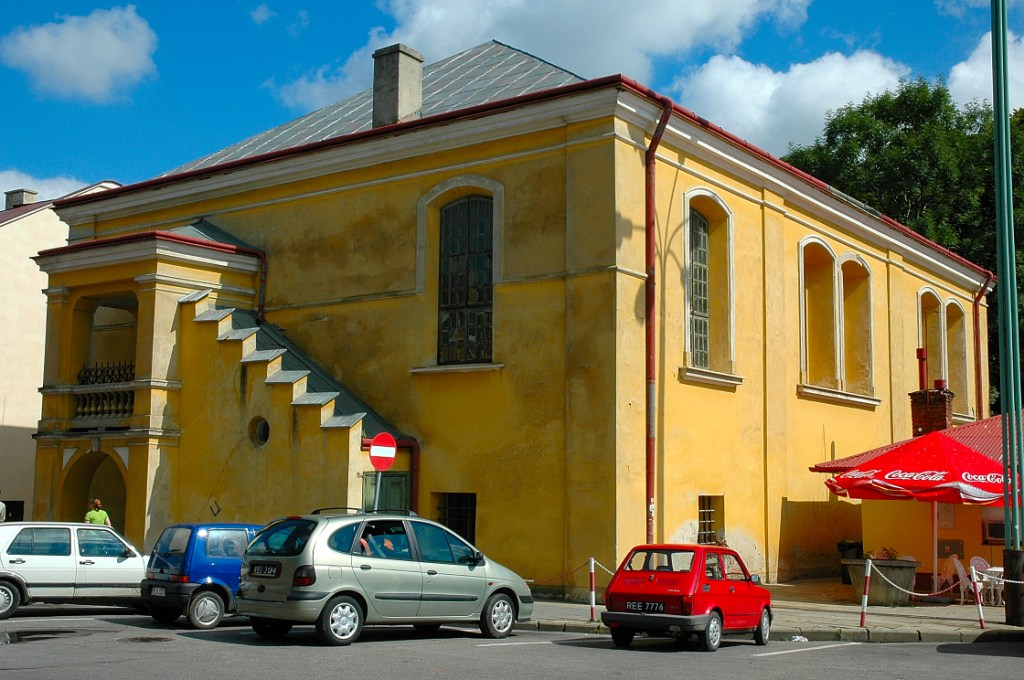
Exterieur.
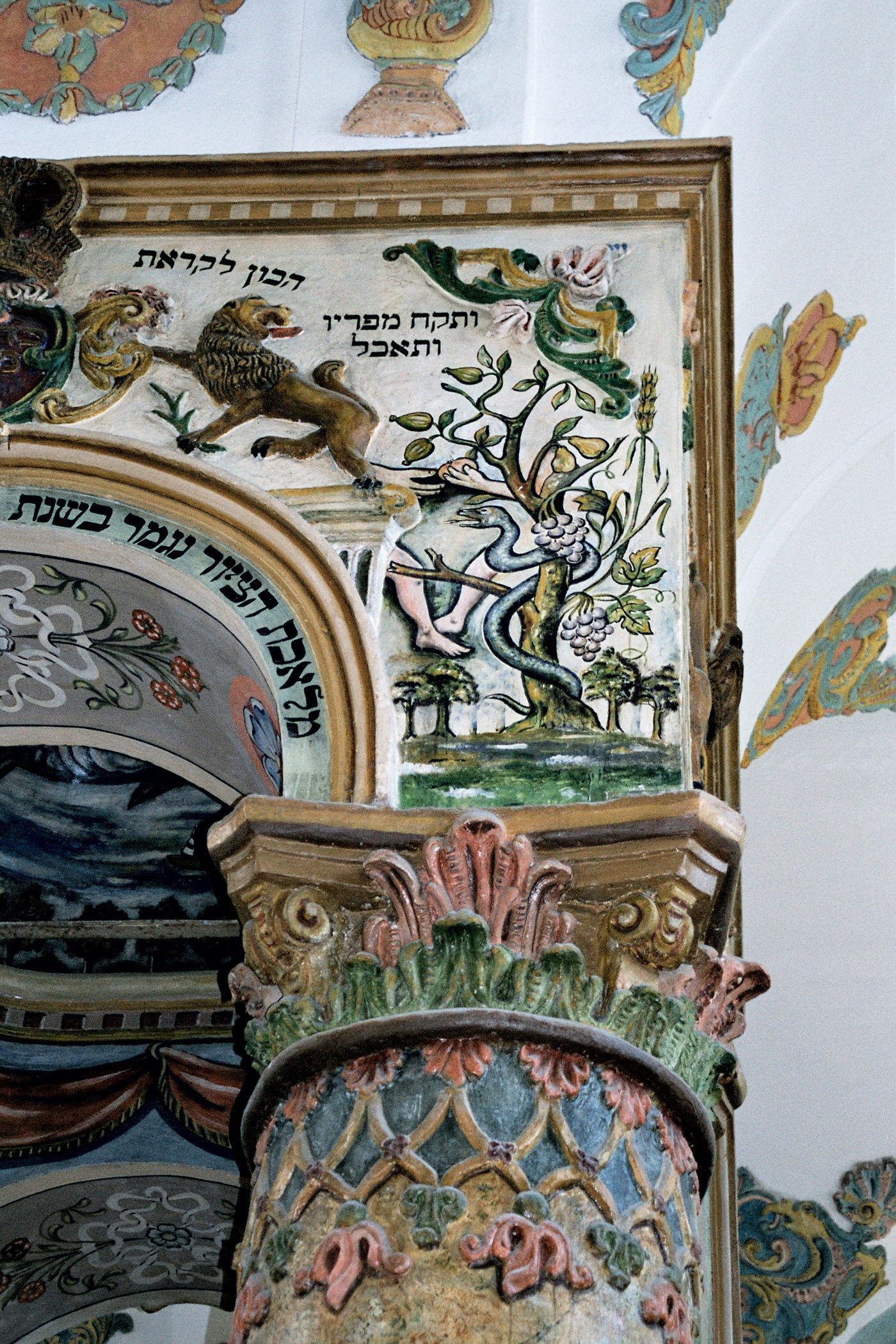
décorations de la Bimah en stuc.
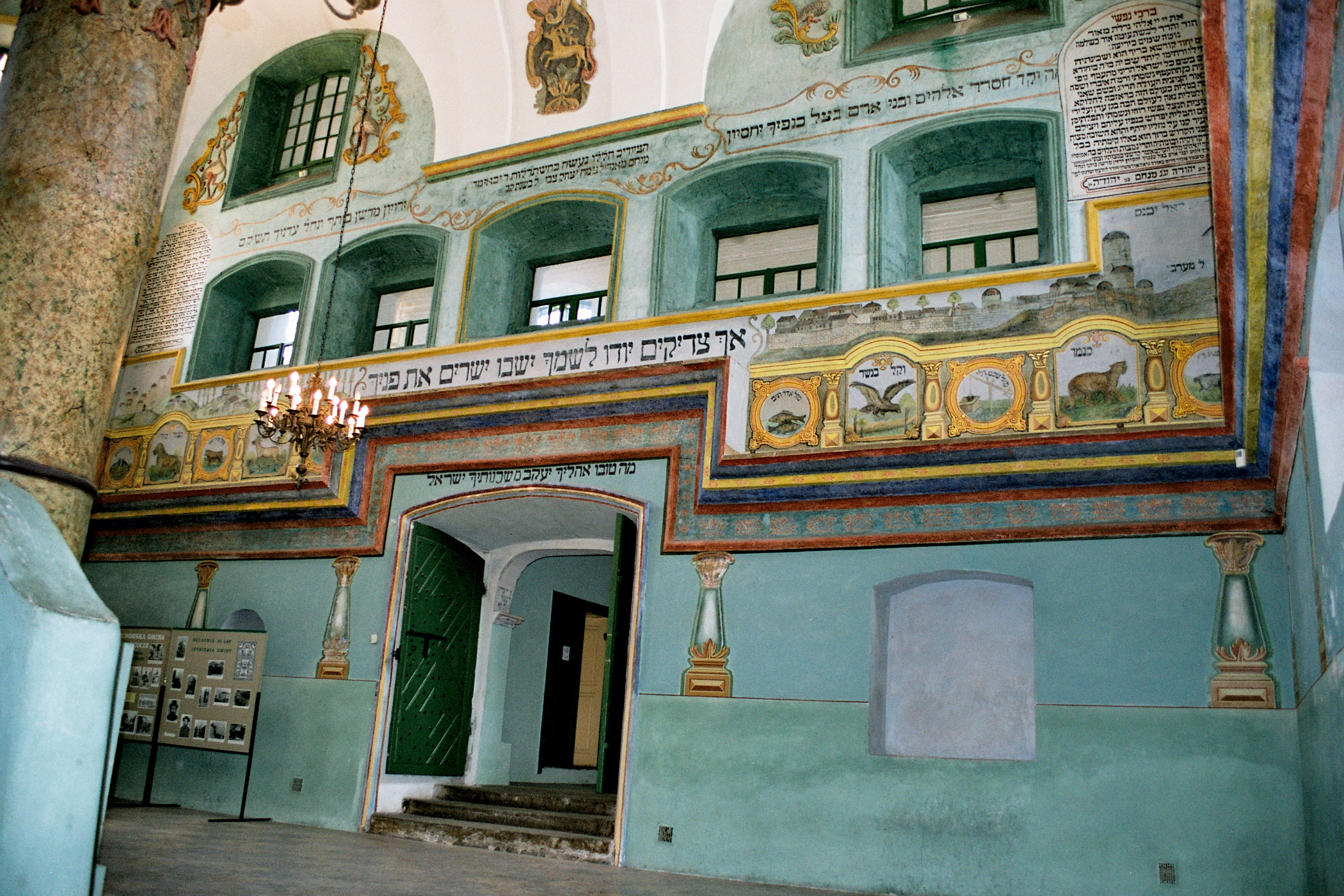
Animaux et paysages sur les murs de la section pour femmes.
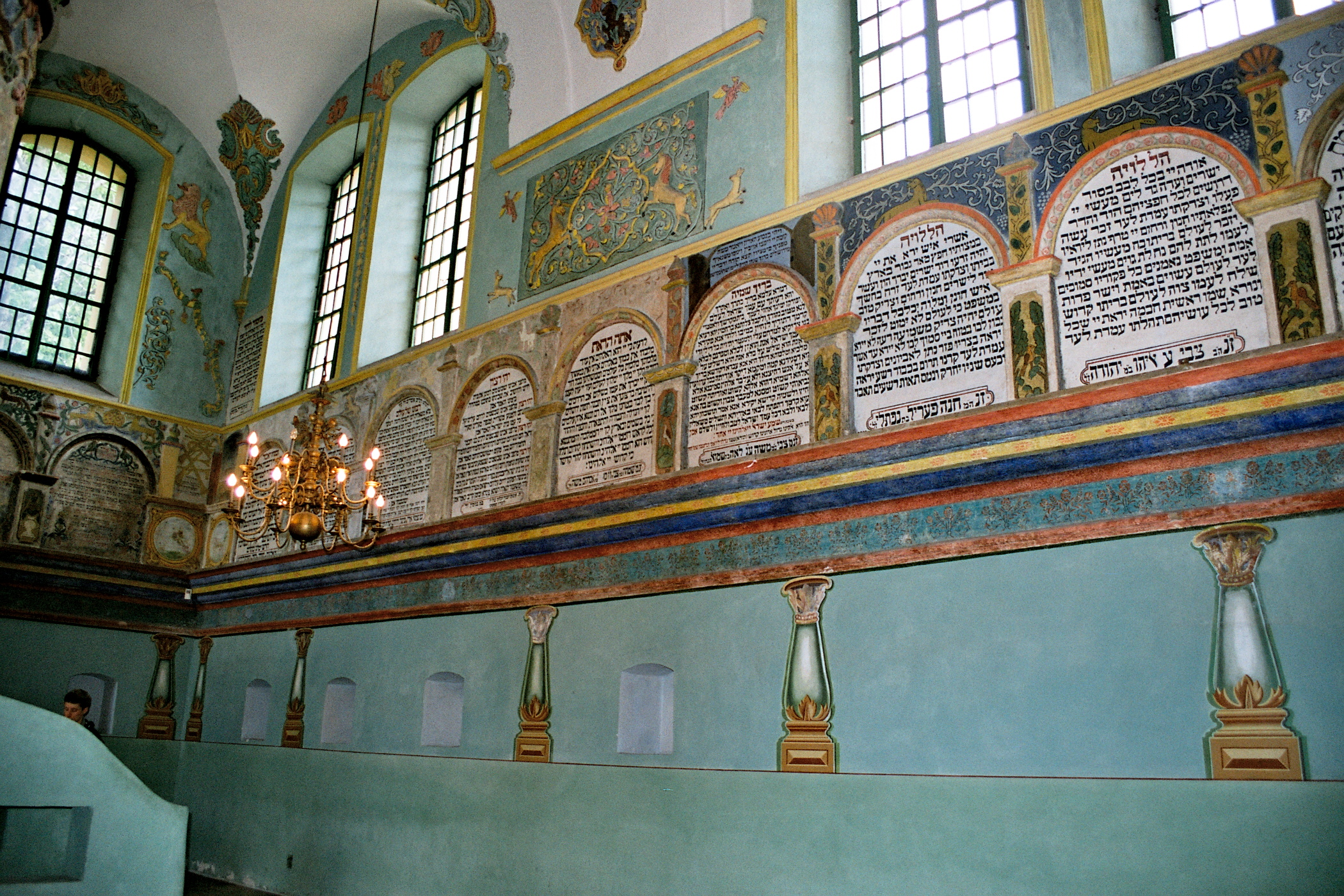
Fresques ornées avec des textes en hébreu.